# 최승로 상서문
최승로 상서문(崔承老上書文)은 최승로가 982년에 고려 성종에게 올린 문서로, 성종 이전의 5대의 치적평(治績評)과 시무 28조로 구성해 작성했다.